# Citroenkomkommer
De citroenkomkommer, soms ook appelkomkommer genoemd, is een komkommer (Cucumis sativus). Deze plant is voor het eerst geïntroduceerd door de zaadhandelaar A. Yeats in Australië omstreeks 1933.
De plant is compacter dan zijn soortgenoten en groeit minder sterk uit, wel draagt hij vroeger vrucht. Citroenkomkommers zijn rond en hebben een zijdeachtig voorkomen. De vruchten hebben een geel tot witte kleur, wanneer ze volledig rijp zijn krijgen ze een baksteenrode kleur. Een gemiddelde vrucht weegt 100 à 200 gram. De bloeitijd strekt zich uit van juni tot oktober door middel van gele bloemen. De witte zaden blijven ±7 jaar kiemkrachtig en bevinden zich in de vrucht.